# Taluz

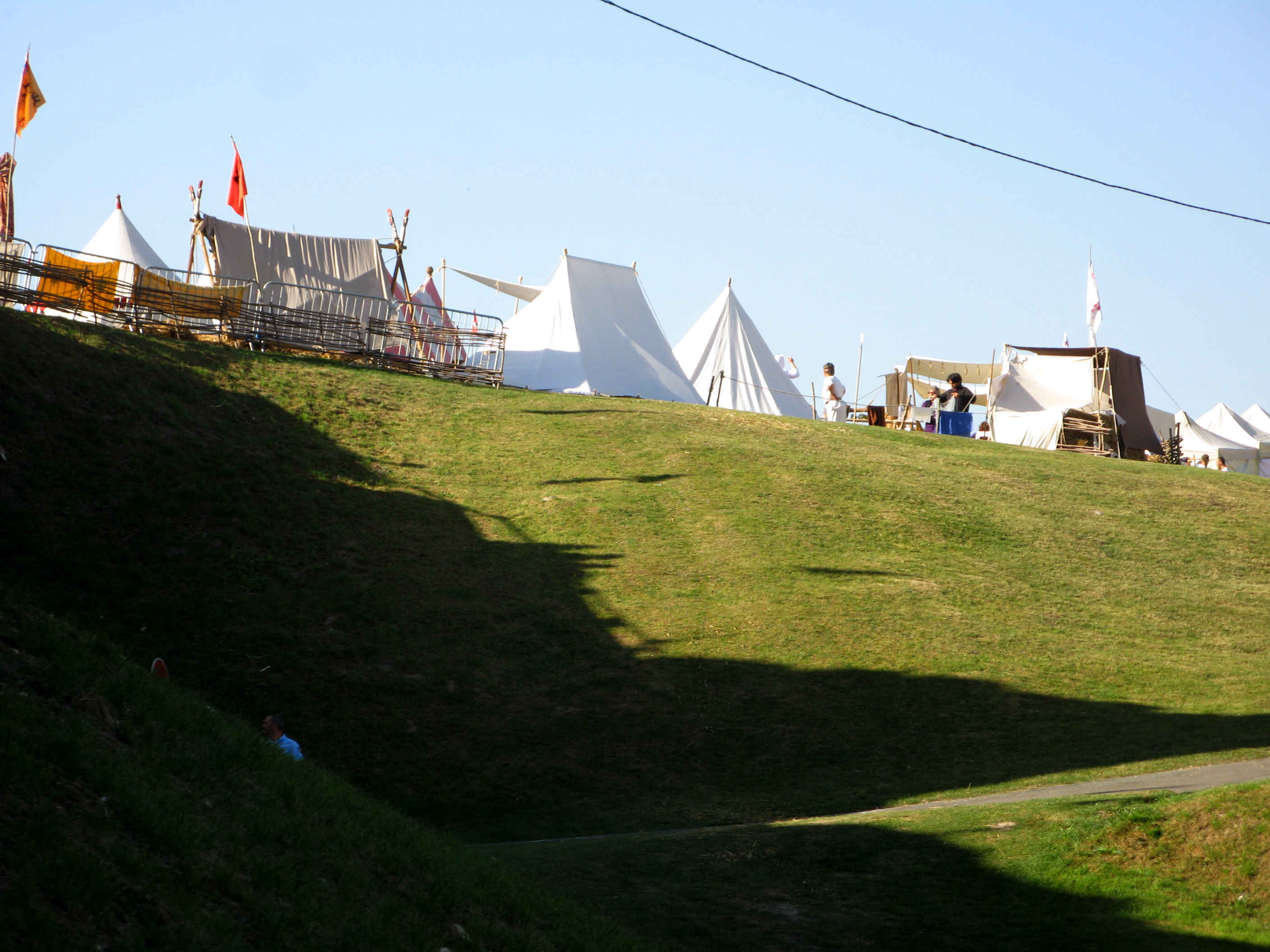

Taluzul este o suprafață înclinată cu panta, în general, mai mare de 45°, realizată în special antropic, care mărginește un rambleu sau un debleu. 
Valoarea maximă a taluzului pentru care masa de pământ se menține în echilibru se numește talveg natural și este o caracteristică a pământului respectiv. Operațiunea de execuție a taluzului se numește taluzare.

## Legături externe
- „taluz” la DEX online